# Distretto di Benešov
Il distretto di Benešov (in ceco okres Benešov) è un distretto della Repubblica Ceca nella regione della Boemia Centrale. Il capoluogo di distretto è la città di Benešov.

## Geografia antropica
Il distretto conta 114 comuni:

### Città
- Benešov
- Bystřice
- Miličín
- Neveklov
- Pyšely
- Sázava
- Trhový Štěpánov
- Týnec nad Sázavou
- Vlašim
- Votice

### Comuni mercato
- Čechtice
- Český Šternberk
- Divišov
- Křivsoudov
- Louňovice pod Blaníkem
- Maršovice
- Načeradec
- Netvořice
- Neustupov
- Vrchotovy Janovice
- Zdislavice

### Comuni
- Bernartice
- Bílkovice
- Blažejovice
- Borovnice
- Bukovany
- Chářovice
- Chleby
- Chlístov
- Chlum
- Chmelná
- Chocerady
- Choratice
- Chotýšany
- Chrášťany
- Ctiboř
- Čakov
- Čerčany
- Červený Újezd
- Čtyřkoly
- Děkanovice
- Dolní Kralovice
- Drahňovice
- Dunice
- Heřmaničky
- Hradiště
- Hulice
- Hvězdonice
- Jankov
- Javorník
- Ješetice
- Kamberk
- Keblov
- Kladruby
- Kondrac
- Kozmice
- Krhanice
- Krňany
- Křečovice
- Kuňovice
- Lešany
- Libež
- Litichovice
- Loket
- Lštění
- Mezno
- Miřetice
- Mnichovice
- Mrač
- Nespeky
- Olbramovice
- Ostrov
- Ostředek
- Pavlovice
- Petroupim
- Popovice
- Poříčí nad Sázavou
- Postupice
- Pravonín
- Přestavlky u Čerčan
- Psáře
- Rabyně
- Radošovice
- Rataje
- Ratměřice
- Řehenice
- Řimovice
- Slověnice
- Smilkov
- Snět
- Soběhrdy
- Soutice
- Stranný
- Strojetice
- Struhařov
- Střezimíř
- Studený
- Šetějovice
- Tehov
- Teplýšovice
- Tichonice
- Tisem
- Tomice
- Třebešice
- Václavice
- Veliš
- Vodslivy
- Vojkov
- Vracovice
- Vranov
- Všechlapy
- Vysoký Újezd
- Xaverov
- Zvěstov